# Маковей Ігор Юрійович
І́гор Ю́рійович Макове́й (нар. 4 вересня 1976, с. Дубова, Жмеринський район, Вінницька область, УРСР) — український футболіст, півзахисник та нападник. Із 2006 року футбольний суддя.

## Кар'єра гравця
Ігор Маковей народився 4 вересня 1976 року в селі Дубова Жмеринського району Вінницької області. На молодіжному рівні до 1990 року виступав за жмеринський «Локомотив», а з 1991 по 1993 рік за столичний «РВУФК».
Перший професіональний контракт підписав у 1993 році із львівськими «Карпатами», у складі яких виступав до 1998 року. У своєму першому сезоні молодий гравець так і не зміг дебютувати за львів'ян у національному чемпіонаті, натомість зіграв 3 матчі в Кубку України. Загалом же цей сезон він провів по орендах, спочатку у друголіговій «Скалі», за яку в чемпіонаті зіграв 8 матчів (3 голи), а решту сезону — в аматорських «Олімпік» (Київ) та «Гірник» (Новояворівськ). З наступного сезону Ігор Маковей став гравцем основної обойми й отримав стабільну ігрову практику за основну команду та «Карпати-2», які в той час виступали у Другій лізі. Усього за період першого перебування в «Карпатах» у чемпіонатах України Ігор зіграв 80 поєдинків, але забив лише 10 м'ячів; в національному кубку — 14 матчів (3 голи). У 1998 році перейшов до іншої західноукраїнської команди, луцької «Волині». Загалом у складі лучан у національному чемпіонаті відіграв 30 матчів та забив 2 м'ячі, у кубку України в сезоні 1998/99 відіграв 6 поєдинків (2 голи).
У 1999 році переїхав до Ізраїлю, де виступав у місцевому чемпіонаті за «Хапоель» (Петах-Тиква), у складі якого в матчах чемпіонату відіграв 23 поєдинки та відзначився 4 голами, у матчах національного кубку — 4 матчі (1 гол). Першу половину сезону 1999/2000 років провів у складі іншої ізраїльської команди, «Маккабі» (Яффа), але в її складі так і не зіграв жодного офіційного поєдинку.
2000 року повернувся до львівських «Карпат». За головну команду львів'ян виступав до 2001 року, у національному чемпіонаті зіграв 31 матч та відзначився шістьма голами. Також у цей період виступав за «Карпати-2», у складі яких зіграв 9 поєдинків (2 голи). У 2001 році перейшов до криворізького «Кривбаса», у складі якого в національному чемпіонаті зіграв 11 матчів (3 голи). Сезон 2002/03 Ігор провів у складі полтавської «Ворскли», також грав за її фарм-клуб, друголігову «Ворсклу-2». За головну команду полтавчан у чемпіонаті зіграв 70 матчів та забив 7 голів, у національному кубку — 8 (1). За другу команду полтавчан — у національному чемпіонаті зіграв 6 матчів (2 м'ячі). Першу частину сезону 2004/05 провів в ужгородському «Закарпатті» (11 матчів у Вищій лізі), а другу половину сезону провів у друголіговому івано-франківському «Спартаку», у складі якого провів 7 поєдинків (1 гол).
У 2005 році переїхав до Азербайджану, де почав виступати за клуб Вищого дивізіону «МКТ-Араз» (Імішлі), за азербайджанську команду Ігор Маковей відіграв 10 поєдинків та забив 4 голи. Але другу частину сезону 2005/06 провів уже в Україні, у команді з Другої ліги «Поділля» (Хмельницький). За хмельничан у національному чемпіонаті зіграв 5 матчів (1 гол), ще 1 поєдинок за «Поділля» Ігор відіграв у Кубку України. Сезон 2006/07 Ігор Маковей розпочав у футболці луцької «Волині», за лучан він відіграв у Другій лізі 2 поєдинки. Другу частину сезону Ігор Маковей провів у «МКТ-Араз» (Імішлі), саме у складі азербайджанського клубу Ігор дебютував у єврокубках.
Після повернення до України грав на аматорському рівні за шаргородський O.L.KAR (2007), «Приват-Петрол» (Агрономічне; 2010—2011) та козятинський «Локомотив» (2011—2012).

## Тренерська кар'єра
Тренерська кар'єра Ігора Маковея була дуже короткою. У 2007 році після завершення контракту з азербайджанським «МКТ-Араз» (Імішлі) він повернувся до рідної Вінниці. Мав бажання попрацювати тренером у ДЮСШ, у якій для Ігора вакансій не знайшли та запропонували єдиний варіант: бути помічником старшого тренера команди випускного року. Ігор погодився. Ця команда вийшла до фінальної частини ДЮФЛУ, але в підсумку посіла передостаннє 7-ме місце. На цьому тренерська робота Ігора Маковея завершилася. Після цього він спробував працювати футбольним агентом, але це також у нього не вдалося.

## Суддівська кар'єра
Паралельно із тренерською роботою Ігор почав їздити на спеціальні збори, де навчали суддівській майстерності. Після завершення навчання спочатку обслуговував матчі чемпіонату Вінницької області, пізніше — матчі ДЮФЛУ, студентську першість. У 2010 році як арбітр другої категорії працював у Другій лізі. Як боковий арбітр працював на матчі «Буковина» — «Моршин», а як головний суддя — на матчі в Кам'янці-Бузькій між «Карпатами-2» та «Миколаєвом». У другій лізі Ігор пропрацював до 2012 року. Але з приходом до суддівського корпусу України П'єрлуїджі Колліни та Лучано Лучі Ігору Маковею порадили бути боковим арбітром, оскільки він мав дуже хорошу стартову швидкість. Як боковий арбітр Ігор пропрацював один рік у Першій лізі, після чого його перевили на суддівство до Вищого дивізіону. У 2012 році як боковий арбітр відпрацював свій перший матч, це була гра чемпіонату України між «Кривбасом» та «Таврією» (0:3). У тому матчі Ігор справедливо скасував гол господарів поля. Але після цього між Ігорем Маковеєм та суддівським корпусом стався конфлікт. Того ж року він мав відсудити матч «Ворскла» — «Іллічівець», але італійці вирішили перестрахуватися, оскільки свого часу він виступав як футболіст у складі «Ворскли», та за два дні до поєдинку його замінили.
Із 2006 року як суддя провів 58 поєдинків, зокрема: головний арбітр — 6, боковий — 52. Стверджує, що голова Комітету арбітрів ФФУ Лучано Лучі «дивно поводиться в Федерації — кидається телефонами, обзиває ідіотами, дебілами».